# Les Jeunes Filles de San Frediano
Pour plus de détails, voir Fiche technique et Distribution.
Les Jeunes Filles de San Frediano (Le ragazze di San Frediano) est un film italien réalisé par Valerio Zurlini, sorti en 1955.
Réalisée en 1954, cette comédie de mœurs est le premier long métrage de Valerio Zurlini.

## Synopsis
Florence, quartier de San Frediano. Andrea Sernesi, surnommé Bob (en référence à Robert Taylor), est un Don Juan invétéré. Après la rupture avec sa fiancée Mafalda, pour infidélité, il courtise Tosca et Gina...

## Fiche technique
- Titre français : Les Jeunes Filles de San Frediano
- Titre original italien : Le ragazze di San Frediano
- Réalisateur : Valerio Zurlini
- Scénario : Leonardo Benvenuti et Piero De Bernardi, d'après le roman éponyme de Vasco Pratolini
- Musique : Mario Zafred
- Direction musicale : Franco Ferrara
- Directeur de la photographie : Gianni Di Venanzo
- Cadreur : Erico Menzer, assisté de Mario di Palma et Pasquale De Santis
- Décors : Aristo Ciruzzi
- Costumes : Marilù Carteny
- Montage : Rolando Benedetti
- Producteur : Enzo Provenzale, pour Lux Film
- Format : Noir et blanc
- Genre : Comédie de mœurs - noir et blanc
- Durée : 102 min
- Date de sortie : 
  - Italie : 11 mars 1955
- Affiche : Jean Mascii (France)

## Distribution
- Antonio Cifariello : Andrea 'Bob' Sernesi
- Rossana Podestà : Tosca
- Corinne Calvet : Bice
- Giovanna Ralli : Mafalda Panini
- Marcella Mariani : Gina
- Giulia Rubini : Silvana Biagini
- Luciana Liberati : Loretta
- Adriano Micantoni : Guido Sernesi (frère d'Andrea)
- Gianni Minervini (crédité Giovanni Minervini) : Aldo (barman)
- Sergio Raimondi : Gianfranco (fiancé de Silvana)
- Mitzi Roman : Mitzi (assistante de Bice)
- Boris Cappelli : Boris (jeune apprenti d'Andrea)
- Giovanni Nannini : Armando (portier du théâtre)
- Alberto Archetti :
- Ada Bartolucci : la mère de Bob
- Cesarina Cecconi : Pisena Sernesi
- Anita Nenciolo : la tante de Gina
- Corrada De Mayo : Clara
- Guido Sorelli
- Augusto Vannetti
- Peter Trent : Walter
- Giuliano Montaldo : Venturini
- Arnoldo Foa : le narrateur